# Tiburones Rojos de Veracruz
Los Tiburones Rojos de Veracruz (cuyo nombre oficial era Club Deportivo Veracruz) fue un equipo de fútbol mexicano de la ciudad y puerto de Veracruz, Veracruz, México. Fue fundado el 9 de abril de 1943 por su primer entrenador Adrián "El Mexicano" apodo recibido por su nacimiento en  México.

## Historia

### Inicio, campeonatos y desaparición
El 9 de abril de 1943 se constituyó legalmente el Club Deportivo Veracruz, el cual participó en la primera edición de la Primera División de México, llamada en ese entonces Liga Mayor. En la temporada 1943-1944, la sede del equipo era el Parque Deportivo Veracruzano el cual compartía con el club de Béisbol Rojos del Águila de Veracruz. El equipo de los Tiburones Rojos se integró en una primera instancia con la fusión de los equipos Veracruz Sporting Club y España de Veracruz, grandes rivales en la Liga Veracruzana de la época, pero que unieron fuerzas para conformar un nuevo equipo en la naciente era profesional del fútbol mexicano.
Fueron bautizados como los Tiburones Rojos por el cronista deportivo veracruzano Manuel Seyde. A partir de ahí el equipo del puerto de Veracruz adoptó al tiburón como su mascota, también llamados escualos. Los colores que identifican al club son el rojo y el azul. El rojo es el color adoptado por los equipos de la entidad veracruzana como símbolo de fuerza, pasión y coraje. El azul representa el océano, singularidad de la plaza con espectacular vista al mar azul profundo. El rojo de los equipos de Veracruz han sido asociados a fines políticos pero la historia explica los fines verdaderos. En el escudo se observa a un tiburón rojo con una aleta golpeando un balón blanco y rojo; al fondo un círculo azul, por fuera las palabras Tiburones Rojos en la parte superior y Veracruz en la inferior. Dos estrellas: una a la derecha y otra a la izquierda, representan cada campeonato del equipo jarocho en Primera División: 1945-1946 y 1949-1950.
En la tercera temporada (1945-1946) del club en la primera división, el equipo logró estar 18 partidos invicto (14 ganados y 4 empates, en esta racha tuvieron 8 partidos ganados consecutivamente), anotando 105 goles en 30 partidos. Luis "Pirata" Fuente era el jugador notable de la época, se caracterizaba por su dominio del balón, su visión de juego, su recuperación de esféricos, sus remates de cabeza y su condición física. Es considerado uno de los ídolos del fútbol jarocho (el otro es Jorge Comas). Es además el primer mexicano en haber jugado en el extranjero: en España con el Racing de Santander, en Argentina con el Vélez Sarfield y en Paraguay con el equipo Atlético Corrales, antes de regresar a México.
El domingo 2 de junio de 1946 en el parque "Asturias" de la Ciudad de México los tiburones vencieron al España por 3 a 2, en la penúltima jornada del campeonato, con goles de José Valdivia, Luis de la Fuente y Hoyos y el Raymundo "Pelón" González. En ese equipo estaba Jorge Enrico, Lezcano, el "Pachuco" Durán. De esta manera, se proclamaron campeones, y el título de liga salía por primera vez en 26 años de la capital del país. El entrenador de ese equipo fue el argentino Enrique Palomini.
En 1946 Veracruz perdió el título de campeón de campeones con el Atlas que lo derrotó 3:2. En el torneo 1946-1947 Veracruz quedó tercero, solo atrás del Atlante y León.
En la Copa México 1947-48, a pesar de la salida del club del jugador argentino Jorge Enrico, aunada a la de otros grandes jugadores de la talla de Lazcano y el "Pachuco" Durán, además de la partida del entrenador Enrique "Gitano" Palomini, el equipo del puerto obtuvo su primer título de Copa México, y lo consiguió al derrotar el 25 de julio de 1948 a las Chivas Rayadas del Guadalajara por 3 goles a 1, con dos anotaciones de Raymundo "Pelón" González y una más de José Luis "Chito" García.
Para la temporada 1949-1950, los "tiburones rojos" con un plantel renovado obtuvieron su segundo y hasta la fecha último título de liga en la primera división. El entrenador era el español Juan Luque de Serrallonga, exentrenador de la Selección Mexicana para el Mundial de 1930 en Uruguay.
En esa campaña, además del título de liga logrado por el Veracruz, se tuvo también al primer campeón de goleo en la historia del club, el cual obtuvo el peruano Julio Ayllón, quien con 30 anotaciones se convertiría en el máximo goleador de esa temporada.
Después de haber sido campeón en la temporada 1949-1950, las siguientes campañas fueron muy malas y finalmente el equipo descendió en la temporada de 1951-52, cuando previamente el equipo fue desmantelado por el promotor argentino Casildo Osés, llevando lo mejor al Club Deportivo Tampico A.C., que sería campeón en la siguiente temporada. Una vez en el descenso el equipo desaparece por varios años.

### Década de 1960: Regreso a la Primera División
Durante la temporada de 1960-1961 el Veracruz volvió a la Segunda División, con la idea de subir a la primera. En la temporada 1963-1964 dicho torneo estaba formado por 14 equipos. Ese año no hubo descenso, el cual le correspondía a los Pericos del Nacional de Guadalajara. Subió el campeón de la segunda división, los Cementeros del Cruz Azul (anteriormente nombrados Conejitos Blancos o Liebres de Jasso, Hidalgo), que sería el equipo número 15 y junto con el ganador de un triangular en donde participaron los descendidos "Periquitos" del Nacional, los Orinegros de Ciudad Madero y los Tiburones Rojos de Veracruz, que por ser segundo lugar de dicho torneo, ascendieron como el equipo número 16 de la Primera División.
Su ascenso fue recibido con una gran alegría por la afición jarocha veterana y por los nuevos aficionados, dado que ya se tenía un equipo de Primera División en el puerto. El dueño del equipo era José Lajud Kuri, el cual sostuvo al equipo hasta la temporada de 1974, año en que la franquicia del equipo, fue vendida a Juan Lara Castilla y José Ajo Lozada, quienes lo mantuvieron hasta la temporada de 1978, siendo vendida a José Mantecón, descendiendo en la temporada 1978-79.

### Primeras campañas en la Primera División
Apuntalados con la base principal del equipo que había ascendido a la Primera División con José Luis Aussin, Hugo Frank, Enrique Rivas, Francisco Montes Varela, Tranquilino Velázquez, Hugo Herrera, Zárate Machuca, Jesús Puente, el peruano Jesús Pelaéz y con la llegada de jugadores brasileños como el centro delantero Mariano Ubiracy, el extremo derecho Francisco Gomes "Batata" y el defensa central, Marcio, el equipo empezó a competir en el fútbol mexicano, siendo reforzado posteriormente con la llegada de el brasileño Waldir Pereira "Didí", así como el tener a la defensa central de la Selección Mexicana de ese tiempo: Guillermo Hernández Sánchez y Jesús del Muro.

### Década de 1970
Jugadores de esas campañas: Hugo Herrera, Jesús "Charro" García, Francisco Montes Varela, Tranquilino Velázquez, Olindo Guzmán, Juan Carlos Carone, Daniel Willington que nunca mostró lo que jugaba en Argentina, Pedro Elizondo, Batata, Jorge "Coquis" Molina, Pedro Damián, Hugo Frank, Hugo Herrera, José Luis Aussín, René Vasquez, Chucho Hernández.
En la temporada 1971-72, el equipo empezó perdiendo partidos y rápidamente se hizo dueño de uno de los lugares que competirían con otros equipos por el descenso. En ese tiempo, los 16 equipos fueron divididos en dos grupos de 8 equipos, siendo los dos últimos de cada grupo los que disputarían el quedarse en la Primera División. Dirigidos por Luis Grill, el equipo no funcionó y empezó a ser un serio candidato para el descenso. Aunque el equipo mejoró posteriormente con la Dirección de Enrique "Impala" Rivas, el eterno paño de lágrimas del equipo, no pudo evitar el jugar la liguilla por el no descenso. Le tocó jugar su primera participación en esta liguilla por no descender, contra los Freseros de Irapuato, al cual se le ganó en el Estadio "Pirata" Fuente 3 goles a uno, goles anotados por el brasileño Paulo Matta y por Pedro Damián Álvarez, siendo el gol del Irapuato, anotado por el argentino Antonio "Pibe" Rojas. El partido de vuelta a celebrarse el domingo próximo, sucedió lo siguiente, con una noticia que le dio la vuelta al mundo: Cuando el equipo estaba comiendo en el hotel de concentración, antiguos jugadores del Irapuato confabulados con los cocineros del hotel, mezclaron polvo laxante con la comida, lo cual les originó a los jugadores una diarrea impresionante. Los diarios de México, Sudamérica y de Europa, lo mencionaban lo que ocurrió en Irapuato, lo que había hecho el equipo fresero para que no descendiera. Obvio que el partido fue suspendido y al siguiente domingo, el Veracruz empató a cero con los Freseros y estos se irían al partido final contra los Diablos Blancos del Torreón quienes enviaron al Irapuato a la Segunda División, en dos partidos muy disputados y que hubo necesidad de un tercer partido en el Estadio Jalisco en Guadalajara, siendo derrotado el Irapuato uno a cero y el equipo fresero se fue a la Segunda División.
Jugadores de esa campaña: Roberto "Cacho" Alatorre, Tranquilino Velázquez, Waltinho, Pedro Damián Álvarez, Paulo Matta, Hugo Herrera, Jorge Ávalos, Vicente de la Mata hijo, Pedro Martínez, Sergio "Lechero" Martínez, Humberto Álvarez, Jesús "Charro" García, Francisco Gomes "Batata", René Carreón.
Con malas temporadas y porque había equipos más débiles que los Tiburones Rojos, estos sobrevivieron a estas dificultades. En la temporada de 1972-73, dirigidos por Enrique Rivas, y teniendo una buena posición, los directivos decidieron rescindir el contrato con Rivas y los Tiburones Rojos fueron entrenados por el austriaco Skender Peroli, siendo cesado por no haber buenos resultados, siendo sustituido una vez más por Enrique Rivas, quién terminó con muchos tumbos esa temporada, con angustias pero se salva la categoría. Dados los contactos que tenía el entrenador Peroli llegan al puerto jugadores europeos que serían contratados por el club, procedentes del fútbol de Estados Unidos: El checoslovaco Joseph Jelinek medio de enlace y el yugoslavo Romanovic, extremo izquierdo, siendo este último, el que mejor desempeño tuvo con la organización jarocha, asociados con la base de los tiburones rojos como Ismael García "El Torombolo", Vicente de la Mata, Fernando "Pipo" Blanco, el trinitario Everald Cummings.
Posteriormente, Enrique Rivas es cesado y es contratado el Tanque uruguayo Carlos Miloc, con el que también se tiene una campaña de angustia, decepción y salvándose el equipo en las últimas jornadas para no entrar al descenso. Al terminar esta campaña, el dueño del club, José Lajud Kuri, entra en polémica con el Gobierno del Estado de Veracruz, por la nula falta de apoyo hacia el equipo y pone en venta la franquicia la cual es comprada en el año 1974 por el Sr. Juanito Lara Castilla y José Ajo Lozada, quienes a partir de ese momento, se hacen cargo del equipo, se realizan contrataciones mejores y el equipo tiene unas temporadas tranquilas, inclusive tentando a participar en las liguillas por el campeonato de la Primera División.
Durante este tiempo, con los nuevos dueños, hubo estabilidad en el equipo, dando buenos partidos en el Pirata Fuente ante los equipos grandes de la Primera División. Dirigido esa temporada por José Moncebaéz, el equipo terminó dentro de los 10 primeros lugares. Un sorbo de agua para un sediento. Moncebaéz no regresaría al siguiente torneo. Jugadores de esa campaña: Ismael "Torombolo" García, Eduardo Bautista, Jorge Torres Salinas, el argentino Juan Carlos Cárdenas, el Chango, y jugadores de campañas previas.
Se inicia la campaña 1975-76 con un nuevo entrenador: El peruano Walter Ormeño, el cual cuando llegó al puerto emitiendo este concepto "!Conmigo ha llegado el fútbol a Veracruz¡" lo que originó gran polémico entre la afición, considerándose una falta de respeto a los logros obtenidos previamente como eran los dos campeonatos de Liga Mexicana. Llegaron jugadores peruanos de aparente calidad: José del Castillo, medio, Juan Carlos Oblitas, extremo izquierdo de gran calidad, José Goyzueta portero y Eladio Reyes quienes a excepción de Oblitas y de Del Castillo, y la llegada posterior del centro delantero uruguayo Ricardo Brandon, procedente del Atlético Español, los otros dos no fueron cosa del otro mundo. Malos resultados y descenso en la tabla de posición, originaron que le dieran las gracias a Walter Ormeño y fuera sustituido por Odilón Mireles que terminó la campaña sin tantos problemas.
Posteriormente, en la temporada de 1976-77, en ese tiempo el equipo era dirigido por José Ricardo de León, traído con bombo y platillo, quién había hecho al Toluca campeón una temporada antes. Como era de esperarse, llegaron jugadores uruguayos: Eliseo Álvarez, Juan Carlos Oyarbide, Juan Carlos Leyva y junto con Ricardo Brandon y Juan Carlos Oblitas, el equipo empezó bien pero poco a poco empezó a caer. La gota que derramó el vaso fue la goleada de 8-2 propinadas por los Gallos de Jalisco suficiente para ser despedido y el profesor Ricardo de León fue sustituido. Más sin embargo, ya empezaba el equipo a mostrar deterioro en sus estructuras administrativas.
En este tiempo estuvieron jugadores de calidad como: Jorge Torres Salinas, Juan Carlos Oblitas, Ricardo Brandon, Guaracy Barbosa, Domingo Canales, Manuel Cerda Canela, Jorge Ávalos, José Luis "Ruso" Estrada, Rubén Cortes, Jesús de Anda.
Durante la campaña 1977-78 el equipo mostró mejor solidez y sobre todo potencia en los juegos en el "Pirata" Fuente, donde el equipo ganaba e inclusive se dio el lujo de golear a equipos grandes. Conservando la base así como la llegada del Super Ratón el argentino Jorge Coch poseedor de un temible disparo de pierna derecha,  Ángel Salazar y de Daniel Báez, quienes venían de las selecciones preolímpicas, de los argentinos Rico Herrera y Enrique del Val. No entró en la liguilla por puntos, pero al terminar esa campaña el equipo fue vendido. Empezaba la desbandada de los jugadores de calidad que el equipo tenía.
Finalmente el equipo es vendido al Sr. José Mantecón el cual lo mantiene por dos temporadas de angustia. Pero en la temporada de 1978-1979, dirigido por el uruguayo José Sassía el equipo no levanta, asociado con las bajas de juego y las lesiones de jugadores clave, como de Juan José Pomarico. Un buen día, José Sassía abandona al equipo llevándose a su paisano centro delantero Alonso y empieza el desfile de entrenadores, entre ellos, Odilón Mireles, Pipo Telléz y Hugo Herrera, con lo cual aunado a una pésima campaña y a que el lugar número 19 le tenía más de tres puntos de diferencia que fueron los Coyotes del Neza, el Veracruz descendía por segunda ocasión en su historia.

### Compra de franquicia, regreso a Primera y nuevo descenso
El equipo Veracruz, permaneció varias campañas en la Segunda División, llegando a semifinales pero sin poder ascender por méritos deportivos a la Primera División. Sin embargo, con la compra por el Gobierno del Estado en ese tiempo, de la franquicia del equipo Potros Neza que había sido campeón de la Segunda División en la temporada 1988-1989, los Tiburones Rojos, regresan al puerto. El equipo fue formado prácticamente al vapor en su base mexicana y como entrenador fue nombrado Héctor Sanabria. Del extranjero llegaron: Jorge Comas del Boca Juniors, Omar Palma, Miguel Ángel Gambier, Davidovich, Edgardo Bauza, Víctor Medina, José Luis González China, Horacio Rocha, Eduardo Moses, Héctor Salcedo, Murillo Kuri. Apareció La Tiburomanía, junto con la ola roja y la batucada hicieron el ambiente propicio para tal actuación.
Durante prácticamente los primeros años de la década de los noventas, el equipo se mantuvo en los primeros lugares, llegando a participar en las liguillas de campeonato, pero con muy poca fortuna, a pesar de que se tenía un equipo de calidad. Jugadores de esa época, Adolfo Ríos, José Luis González China, "Harlem" Medina, José Serrizuela, Daniel Fascioli, Sasha Milasevich, Pascual Ramírez.
Entrenadores de ese tiempo: El brasileño Coimbras hermano de Zico, Tomás Boy, Carlos Reinoso, Roberto Matosas, quienes llevaron a buen puerto en esas campañas, logrando en alguna de ellas la calificación a la pos-temporada.
Con mucha labor de convencimiento y con aceptación de una de las estrellas del Barcelona, fue contratado José Mari Bakero con los Tiburones Rojos. Pero el español nunca pudo adaptarse al fútbol azteca y solo permaneció en el equipo seis meses. Ya empezaba el acecho del porcentaje de permanencia en la Primera División.
Más nuevamente, malas campañas aunadas con una mala administración y ya con el porcentaje de permanencia en la Primera División, el equipo descendió en el Verano 1998 cuando perdió su encuentro en el Estadio Jalisco, contra el Atlas de Guadalajara. Tercer descenso de la franquicia en su historia.

### Década de 2000: Nuevo ascenso y descenso
En el torneo Invierno 2001 de la Primera División 'A', el club tuvo la fortuna de conjuntar un plantel que mezclaba perfectamente la experiencia con la juventud, además de la dirección acertada por parte del entrenador argentino Pablo Centrone. 
El Real San Luis fue el equipo que enfrentaron los escualos en la gran final de ese torneo, siendo este club la gran sorpresa de la liguilla, ya que calificó a la misma en la posición número ocho, no obstante accedió a la final.
El partido de ida se disputó en la capital potosina en el viejo Estadio Plan de San Luis, el resultado de ese encuentro fue de empate a dos goles, anotando por el equipo veracruzano el argentino Raúl Gordillo en dos oportunidades.
El Partido de vuelta se realizó en el Estadio Luis "Pirata" Fuente el sábado 15 de diciembre de 2001, que presentó un lleno hasta las lámparas. El resultado fue de 2:0 a favor del cuadro porteño, con anotaciones de Raúl Gordillo y un autogol del defensor potosino Herrera, siendo este el último campeonato del equipo en la era profesional.
El Torneo Clausura 2003 comienza con un cuadro con jugadores como Martín Rodríguez, Isaac Terrazas, Andy Pérez, Diego Cocca, Damián Grosso y Luis Hernández. El Veracruz llega hasta las semifinales donde caen derrotados ante Morelia, bajo la dirección técnica de Daniel Guzmán Castañeda.
Suma 27 puntos en el Apertura 2003 y se queda a uno solo de alcanzar el repechaje, pero en el clausura 2004 ocupa el último lugar general. En el Apertura 2004 llegan al equipo Cuauhtémoc Blanco(Una de las mayores figuras del equipo), Braulio Luna, Pablo Quatrocchi, Walter Jiménez, Christian Giménez y Kléber Boas. El Gobierno del Estado se comprometió en la remodelación del Estadio, y con esta inversión el equipo terminó como líder del torneo, pero cayó en los cuartos de final de la liguilla ante los Pumas de la UNAM.
Haciendo un esfuerzo importante, el Dr. Herrerías, convence y contrata a una de las estrellas de las Club América el seleccionado nacional y mundialista Cuauhtemoc Blanco. Su llegada al puerto, no fue de mucho agrado a la fanaticada pero su demostración, ganas, don de liderazgo, hicieron que se echara a la bolsa a la afición. Inclusive, con este tipo de actuaciones, es el tercer ídolo que tiene el Club Veracruz, detrás del mítico Luis de la Fuente y Hoyos el Pirata y de Jorge Comas. En esta temporada el Veracruz, hilvanó 8 juegos ganando a sus rivales, racha que se cortó cuando es goleado por 7 a 1 por los Tigres de UANL, jugando en Monterrey. Aun así, terminó como primer lugar del torneo, enfrentando a los Pumas de la UNAM quién ganó en México 3-0. En el Puerto empatarían a un gol por bando. Este equipo era dirigido por Wilson Graneolatti.
En el Clausura 2005 salió del equipo la figura del torneo anterior (Cuauhtémoc Blanco) pero se mantendría a la base del equipo, además de contratar al mediocampista ofensivo Leandro Romagnoli, figura del multicampeón San Lorenzo de Almagro por una cifra récord para el club: pagó 5.000.000 de dólares por la totalidad del pase,  siendo este el fichaje más caro del fútbol mexicano en su momento. A pesar de esto los Tiburones terminaron en el penúltimo lugar en la tabla general. Finalmente, al año siguiente, el jugador argentino fue vendido en una cifra millonaria al club portugués Sporting de Lisboa. 
La salida de Leandro Romagnoli fue un duro golpe deportivo para los Tiburones, y pese a su venta récord la economía no mejoró. Tras varias disputas que aún no acaban, los Tiburones Rojos de Veracruz pasaron a manos del Gobierno del Estado. Los torneos después de este movimiento fueron malos para el club pues no destacó en ninguno de ellos, tal vez lo más rescatable es la salvación del descenso en el último partido del torneo clausura 2006, ya que con el tanto de Lucas Ayala el equipo logró el empate 1:1 ante Morelia, resultado con el cual el club libró el descenso a la Primera 'A'.
Para el torneo Apertura 2006 el equipo tuvo una importante renovación de plantel, contratando a jugadores de renombre como los colombianos Martín Arzuaga y Tressor Moreno, Héctor Mancilla y el "Negro" Sandoval, que lamentablemente ninguno de los fichajes dieron los resultados deseados, el primero por un problema físico que le impidió mostrar sus cualidades, y el segundo por actos de indisciplina, situaciones que los llevaron a salir del equipo y los otros dos, nunca pudieron adaptarse al equipo. Finalmente el equipo clasificó al repechaje en donde perdió con las Chivas. En el torneo Apertura 2007, empezaron siendo dirigidos por el técnico argentino Nery Alberto Pumpido, sin embargo fue destituido tras la mala campaña que realizó al frente del equipo, siendo sustituido por el también entrenador argentino Antonio "Turco" Mohamed, pero la amenaza del descenso continuó debido a los malos resultados que se siguieron cosechando.
Al término del Apertura 2007, el equipo terminó en la penúltima posición de la tabla por el no descenso con un porcentaje de 1.0706, solo por arriba de los Camoteros del Puebla y por debajo de los Tigres de la UANL. Se recuerda este torneo por haber sufrido una tremenda goleada de 8 a 0 a manos de los Pumas de la UNAM. 
En el torneo de Clausura 2008, con tan sólo dos fechas transcurridas y debido a los malos resultados, el entrenador argentino Mohamed fue destituido, siendo sustituido por Miguel Herrera, que nada pudo hacer por evitar el descenso.
En la penúltima jornada del Torneo Clausura 2008 los Tiburones Rojos perdieron la categoría por cuarta ocasión en su historia, al caer en el Estadio Luis "Pirata" Fuente por 4 a 2 ante los Pumas de la UNAM. Después de varias temporadas de mala planeación y malas decisiones por parte de Gobierno del Estado (dueño del equipo), los "Escualos" una vez más jugarán al menos por un año en la Liga de Ascenso de México. Era el cuarto descenso de la franquicia.

### Década de 2010: Cambio de franquicia, desafiliación y resurgimiento
La Federación Mexicana de Fútbol informó el 3 de junio de 2011, que la Asamblea General Ordinaria en sesión efectuada en esa fecha, una vez que analizó la situación que guardaba "Representaciones Soha, Inc., S.A. de C.V.", (Club Veracruz y/o Club Tiburones Rojos de Veracruz), integrante de la Liga de Ascenso de la Federación Mexicana de Fútbol, A.C. decidió por unanimidad, con la facultad que le otorgaban los artículos 17, 25 y demás relativos y aplicables del Estatuto de la Federación Mexicana de Fútbol (FMF), revocar el Certificado de Afiliación y en consecuencia desafiliar a dicha persona moral, por dejar de cumplir con sus obligaciones económicas para con la FMF y sus afiliados.
El 7 de junio de 2011 en la Asamblea de los equipos de la Liga de Ascenso efectuada en Playa del Carmen, Quintana Roo; se hace oficial por parte de la Federación Mexicana de Fútbol el cambio de la franquicia de Albinegros de Orizaba, propiedad de Gobierno del Estado, a Tiburones Rojos de Veracruz.
El martes 28 de mayo de 2013 se informó que el Comité de Desarrollo Deportivo de la Liga BBVA Bancomer MX determinó autorizar que el Club Reboceros de La Piedad cambiara de sede al estado de Veracruz para jugar en el Estadio Luis "Pirata" Fuente a partir del Apertura 2013, bajo el nombre de Tiburones Rojos de Veracruz. Con esto se dio el regreso del equipo jarocho al máximo circuito desde que descendiera en el Clausura 2008. Mientras tanto la franquicia que originalmente era Tiburones Rojos de Veracruz en el Ascenso MX, fue comprada por un empresario potosino para trasladarse al estado de San Luis Potosí y convertirse en el Atlético San Luis, después de que el Club San Luis cambió su sede a la ciudad de Tuxtla Gutiérrez, Chiapas para convertirse en Jaguares de Chiapas.
Regresando a la Primera División ahora Liga MX los Tiburones Rojos empezaron a luchar con el porcentaje del descenso siendo dirigidos por Juan Antonio Luna con lo cual manteniendo la base del equipo Reboceros de La Piedad llegaron a tener buen desempeño, terminando la campana final 2013, sin sobresaltos. Pero en la campaña 2014, el equipo comenzó a dar de tumbos, y porque había otros equipos involucrados en el descenso, dado que esa campaña era de descenso, el equipo Atlante con sede ahora en Cancún. Quintana Roo descendían y regresaba después de 20 años de ausencia en la Primera División el Club Leones Negros de la Universidad de Guadalajara.
La temporada se inicia en el mes de agosto del 2014, en donde el cuadro tiburón, continúa con actuaciones cada vez peor. Esto origina la salida del "Cabezón" Luna siendo sustituido por José Luis Sánchez Solá, "El Chelis", el cual a pesar de ajustes en alineaciones y esquema de juega, el equipo termina en el último lugar de porcentaje empatado con la Universidad de Guadalajara y los Camoteros del Puebla. Sánchez Solá no termina el campeonato y es sustituido por Carlos Reinoso. Dado el porcentaje tan bajo que tenía el tiburón, era el candidato más lógico para irse a la División de Ascenso.
Sin embargo, la directiva escuela, empezó por confirmar a Carlos Reinoso como entrenador y empezaron las contrataciones tan necesarias para reforzar el equipo. Así llegaron al equipo del puerto el medio mixto chileno Fernando Meneses de la Universidad Católica, el medio de contención argentino Gabriel Peñalba, el centro delantero argentino Julio César Furch, el mediocentro ofensivo uruguayo Juan Ángel Albin que procedía del fútbol de Rumania, que junto con Daniel Keko Villalba y el colombiano naturalizado mexicano Leyton Jiménez defensa central le darían una nueva cara al tiburón junto con la base mexicana que se tenía se formó un buen equipo con lo cual se evitó el descenso y que el equipo de los Tiburones Rojos entrara a dos liguillas por el campeonato de la Primera División. Pero fueron eliminados en cuartos de final por el Clausura en el Estadio Corregidora de Querétaro por los Gallos Blancos 2-1, y con empate en el Luis "Pirata" de la Fuente en el puerto, 2-2 en donde dos errores garrafales del portero escualo Melitón Hernández dejaron fuera al equipo jarocho. Después en el Apertura ingresaron como octavo lugar y se enfrentaron al líder Club Universidad Nacional, donde fueron eliminados con global de 1 a 1, los pumas pasaron por mejor posición en la tabla. Hasta ahora estas dos liguillas son las únicas que el Veracruz ha jugado desde su regreso a Primera División. 

#### Campeón de la Copa MX: Clausura 2016
En la Copa México Clausura 2016 el equipo del puerto obtuvo su segundo título de Copa México dirigidos por el chileno Carlos Reinoso, y lo consiguió al derrotar el miércoles 13 de abril de 2016 a los Rayos del Necaxa por 4 goles a 1, con dos anotaciones del argentino Julio César Furch, una del jarocho Hugo Cid y una más del argentino naturalizado mexicano Rodrigo Javier Noya.

#### Problemas en la institución
Para el Apertura 2018 de la Liga MX los Tiburones Rojos iniciaron el torneo con Guillermo Vázquez como entrenador, sin embargo, este solamente permaneció en el puesto por cuatro jornadas. En la jornada 8, la directiva contrató al chileno Juvenal Olmos como su nuevo estratega, posteriormente, este técnico fue removido de su cargo en la jornada 14, Hugo Guillermo Chávez finalizó el torneo. En este torneo ya no contaron con Daniel Villalva, quien fue traspasado a los Gallos Blancos del Querétaro. Su figura fue el goleador argentino Cristian Menéndez y el arquero que ha sido parte de la selección de Perú, Pedro Gallese. Los Tiburones finalizaron el torneo en la última posición general con 10 puntos, que más tarde serían ocho por una sanción. Si bien, estos resultados no fueron definitivos en la lucha por el descenso, sí condicionaron la situación de cara al siguiente torneo.
El Clausura 2019 fue el peor torneo en la historia del equipo. Tras la salida de Juvenal Olmos, llegó al equipo del puerto el técnico experimentado ya campeón en la Liga MX: Robert Siboldi, quien trató de hacer lo imposible para que el equipo se mantuviera en primera división, gracias a los malos manejos de la directiva escuala. Sin embargo, la situación deportiva y administrativa del equipo provocaron el descenso del club en la jornada 11 del torneo, siendo la ocasión en la cual un club perdió la categoría de la forma más rápida en la historia de los torneos cortos, superando a los Indios de Ciudad Juárez que descendieron en la jornada 12 del Bicentenario 2010. En la jornada 14, el Veracruz escribió otro récord negativo en la historia del fútbol mexicano, el club recibió la peor goleada registrada en torneos cortos tras caer por 9-2 ante el Pachuca, luego de este juego Siboldi renunció a la dirección técnica de los Tiburones Rojos. El 15 de abril, el Veracruz fue sancionado por la Liga MX con la pérdida de seis puntos por una cuestión administrativa. Con la sanción, el  Veracruz perdió sus puntos acumulados en el Clausura 2019, y en la jornada 17 del mismo torneo, superaron también la marca de más partidos sin ganar, con 28, superando también a los Indios, finalizó el torneo con 0 puntos, lo que le dio el récord del peor equipo en un torneo de liga mexicano. Al finalizar la temporada 2018-19, los Tiburones Rojos descendieron de manera deportiva al Ascenso MX, sin embargo, debido a los planes de extender la liga a 20 equipos para 2020, el equipo pagó una multa de 120 millones de pesos para permanecer en el máximo circuito, situación que se hizo efectiva en la asamblea de dueños y con esto el Veracruz eludió el descenso.
En agosto de 2019 la directiva del club decidió renombrar a la escuadra, el equipo pasó a llamarse Club Deportivo Veracruz, además de adoptar un nuevo escudo similar al utilizado durante las décadas de 1940 y 1950, cuando se ganaron los dos campeonatos del club.
El 23 de agosto de 2019 Veracruz se colocó como el peor equipo de toda la historia de la Liga al caer por 1-2 ante el Club Atlético de San Luis. Con este marcador, el equipo cumplió un año sin ganar un partido de manera oficial, 32 partidos sin ganar, lo que lo colocó entre una de las peores rachas de la historia del fútbol.
El 18 de octubre del mismo año, y en plena crisis financiera, los Tiburones hicieron una protesta simbólica al no jugar durante los primeros cinco minutos en el partido contra los Tigres de la UANL, sin embargo, los felinos no los apoyaron y André Pierre Gignac se hizo presente en el marcador, anotaron dos goles en dicho tiempo, generando indignación de la afición y del gremio futbolístico, ese partido terminaría en derrota de 1-3. 
11 días después, el 29 de octubre, el equipo consiguió derrotar al Puebla por 1-0, rompiendo así una racha de 41 partidos sin ganar, quedándose así con la segunda peor racha de partidos sin ganar de forma consecutiva, solo por detrás del FC Chernomorets Burgas de Bulgaria, que dejó la marca de 43 partidos consecutivos sin conocer la victoria en 2007.
El 5 de diciembre del mismo año, se da a conocer la desafiliación de Veracruz de la FMF por los problemas económicos, políticos y en algunos casos de índole personal en contra de Fidel Kuri, sobre todo contra el Grupo Orlegi uno de los patrocinadores para que se realizara en consecuencia,  nuevamente la desaparición del equipo del fútbol mexicano.

## Rivalidades

### Clásico del Sur
Fue un clásico en donde se enfrentaban Tiburones Rojos contra el Puebla Fútbol Club, el denominado clasico del sur rivalidad que se origina en los años 30s, durante la epoca amateur. Aunque esta rivalidad estuvo ausente por varias temporadas debido al descenso del Puebla Fútbol Club, esta regresaria en la temporada 1970-1971 cuando el Puebla ascendio a la Primera División. Este clasico estaba ubicado entre uno de los mejores del fútbol mexicano.

## Indumentaria

### Últimos Uniformes
- Uniforme local: Camiseta roja con una "V" difuminada en el pecho, pantalón y medias rojas con detalles azules.
- Uniforme visitante: Camiseta negra con detalles difuminados rojos, pantalón y medias negras con detalles rojos.
- Uniforme alternativo: Camiseta blanca con un patrón de pinstripes horizontales azules, pantalón y medias blancas con detalles azules.

| Primer Uniforme | Segundo Uniforme | Tercer Uniforme |

### Uniformes anteriores
- 2018-2019

| Primer Uniforme | Segundo Uniforme | Tercer Uniforme |

- 2017-2018

| Primer Uniforme | Segundo Uniforme | Tercer Uniforme |

- 2016-2017

| Primer Uniforme | Tercer Uniforme | Segundo Uniforme |

- 2015-2016

| Primer Uniforme | Tercer Uniforme | Segundo Uniforme |

- 2015

| Primer Uniforme | Segundo Uniforme | Tercer Uniforme |

- 2014

| Primer Uniforme | Segundo Uniforme | Tercer Uniforme |

- 2013-2014

| Primer Uniforme | Segundo Uniforme | Tercer Uniforme |

- 2012-2013

| Primer Uniforme | Segundo Uniforme |

| Período   | Marca    |
| --------- | -------- |
| 1989-1994 | Pony     |
| 1994-1995 | Adidas   |
| 1995-1998 | Umbro    |
| 1998-1999 | Atletica |
| 1999      | Eescord  |
| 2000      | Atletica |
| 2000-2001 | Garcis   |
| 2001-2002 | Spalding |
| 2002-2003 | Garcis   |
| 2003-2006 | Joma     |
| 2006-2009 | Atletica |
| 2009-2010 | Joma     |
| 2010-2011 | Karosso  |
| 2011-2012 | Nike     |
| 2013-2014 | Kappa    |
| 2015-2019 | Charly   |

## Jugadores

### Campeones de Goleo
| Jugador      | Temporada      | Goles |
| ------------ | -------------- | ----- |
| Julio Ayllón | Liga 1949-1950 | 30    |
| Jorge Comas  | Liga 1989-1990 | 26    |

### Goleadores
Los maximós goleadores de la institución son los siguientes:
| Jugador                        | Goles |
| ------------------------------ | ----- |
| Mariano Ubiracy                | 98    |
| Raymundo "Pelón" González      | 77    |
| Jorge Comas                    | 75    |
| Francisco Gomes "Batata"       | 66    |
| José Luis "Loco" Aussín        | 65    |
| Jorge Enrico                   | 54    |
| Ricardo Brandon                | 45    |
| Gustavo "El Grillo" Biscayzacú | 40    |
| Jesús "Chucho" Hernández       | 39    |
| Grimaldo González              | 37    |
| Pedro Damián                   | 36    |
| Julio César Furch              | 33    |
| Sebastian Viramontes           | 32    |

### Ídolos
El club ha tenido a lo largo de su historia a jugadores destacados, pero solo cuatro se han ganado la etiqueta de ídolos. Ellos son:
| Jugador              |
| -------------------- |
| Luis "Pirata" Fuente |
| Jorge Comas          |
| Cuauhtémoc Blanco    |
| Mariano Ubiracy      |

## Entrenadores
Más de 59 entrenadores dirigieron a Veracruz en el máximo circuito. Apenas 5 de ellos consiguieron un palmarés.
- Evangelino Suárez (1943–44)
- Enrique Palomini El Gitano (1945-47)
- Joaquín Urquiaga (1947–48)
- Juan Luque de Serrallonga (1949–50)
- Luis de la Fuente y Hoyos (1952-53), (1961-62)
- José "Che" Gómez (1963-64)
- José Moncebáez (1964-65)
- Enrique Rivas (1965-66)
- "Didi" (1966-67)
- José Moncebáez (1967-68)
- Enrique Valdovinos (1968-69)
- José "Che" Gómez (1969)
- Enrique Rivas (1969)
- Fernando García Lorenzo (1970)
- Luis Grill (1970-71)
- Enrique Rivas (1971-72)
- Skender Perolli (1972-73)
- Enrique Rivas (1973)
- Carlos Miloc El Tanque (1973-74)
- José Moncebáez (1974-75)
- Walter Ormeño (1975)
- Odilón Mireles (1975)
- José Ricardo de León (1976-77)
- Luis Alvarado (1977)
- José Herrera (1978)
- José Sasía (1978)
- "Batata" (1978-79)
- Odilón Mireles (1979)
- José "Che" Gómez (1980-84)
- Velibor "Bora" Milutinović (Jul 1, 1988)
- Héctor Sanabria (Ago 1, 1989 - Nov 5, 1989)
- Roberto Matosas (Nov 6, 1989 - May 5, 1990)
- Edu Antunes (Ago 1, 1990 - Mar 23, 1991)
- "Batata" (Mar 24, 1991 - Jun 2, 1991)
- Miguel Ángel "Zurdo" López (Ago 1, 1991 - Nov 16, 1991)
- Roberto Matosas (Nov 17, 1991 - May 23, 1992)
- Carlos Miloc El Tanque (Jul 1, 1992 - Oct 18, 1992)
- Carlos Reinoso (Oct 20, 1992 – Oct 27, 1993)
- Aníbal Ruiz (Oct 30, 1993 - Sept 16, 1995)
- Tomás Boy (Sept 18, 1995 – Abr 27, 1996)
- Guillermo Mendizábal (Jul 1, 1996 - Sept 30, 1996)
- Miguel Company (Oct 1, 1996 – Feb 16, 1997)
- Luis Manuel Blanco (Feb 17, 1997 – May 4, 1997)
- Víctor Manuel Aguado (Jun 1, 1997 – Feb 28, 1998)
- Juan Manuel Álvarez (Mar 1, 1998 - Ago 30, 1998)
- Jorge Luis Audé (Sept 1, 1998 - Mar 20, 1999)
- Guillermo "campeón" Hernández (Mar 21, 1999 - May 15, 1999)
- Eduardo Rergis (Jul 1, 1999 - Sept 6, 1999)
- Héctor Hugo Eugui (Sept 8, 1999 - Nov 20, 1999)
- Carlos Trucco (Dic 1, 1999 - Dic 3, 2000)
- Roberto Marcos Saporiti (Dic 10, 2000 - May 12, 2001)
- Pablo Enrique Centrone (Jul 1, 2001 - Mar 30, 2002)
- Juan Alvarado Marín (Abr 1, 2002 - May 26, 2002)
- Félix Cruz (interino) (May 27, 2002 - Jun 1, 2002)
- Hugo Fernández (Dic 28, 2001 - Sept 21, 2002)
- Daniel Brailovsky (Sept 23, 2002 – Nov 24, 2002)
- Daniel Guzmán (Ene 1, 2003 – Mar 14, 2004)
- Tomás Boy (Mar 20, 2004 – Jun 30, 2004)
- Wilson Graniolatti (Jul 1, 2004 – Feb 28, 2005)
- Víctor Manuel Vucetich (Mar 4, 2005 – Jun 30, 2005)
- Alfredo Tena (Ene 1, 2006 – Feb 14, 2006)
- Víctor Manuel Vucetich (Mar 3, 2006 – Sept 3, 2006)
- Pedro Monzón (Sept 7, 2006 – Feb 16, 2007)
- Carlos Barra (interino) (Feb 15, 2007 – Feb 19, 2007)
- Emilio Gallegos Sánchez (Feb 22, 2007 – Mar 11, 2007)
- Alejandro Domínguez (interino) (Mar 13, 2007 – Mar 17, 2007)
- Aníbal Ruiz (Mar 15, 2007 – Jun 30, 2007)
- Nery Pumpido (Jul 1, 2007 – Oct 6, 2007)
- Antonio Mohamed (Sept 4, 2007 – Ene 26, 2008)
- Miguel Herrera (Ene 31, 2008 – Jun 30, 2008)
- Pablo Luna (Jul 1, 2008 – Ago 31, 2008)
- Sergio Orduña (Sept 8, 2008 – Mar 22, 2009)
- Luis Flores (Abr 16, 2009 – Jun 30, 2009)
- Joaquín del Olmo (Jul 1, 2009 – Feb 15, 2010)
- Jorge Almirón (Feb 17, 2010 – Mar 29, 2010)
- Sergio Bueno (Jul 1, 2010 – Sept 23, 2010)
- Carlos Turrubiates (Sept 24, 2010 – Dic 31, 2010)
- Omar Arellano Nuño (Ene 1, 2011 – Jun 30, 2011)
- Daniel Guzmán (Jul 1, 2011 – Feb 12, 2012)
- Joaquín del Olmo (Feb 23, 2012 – Jun 30, 2012)
- David Patiño (Jul 1, 2012–Sept 24, 2012)
- Ignacio Rodríguez (Sept 27, 2012 – Dic 31, 2012)
- Miguel Fuentes (Dic 22, 2012 – Jun 30, 2013)
- Juan Antonio Luna (Jul 1, 2013 – Feb 9, 2014)
- José Luis Sánchez Solá (Feb 11, 2014 - May 26, 2014)
- Cristóbal Ortega (May 27, 2014 – 2014)
- Carlos Reinoso (2014 – 2017)
- Pablo Marini (2016)
- Jose Saturnino Cardozo (2017-2018)
- Juvenal Olmos (2018)
- Guillermo Vazquez (2018-2019)
- Robert Siboldi (2019)
- José Luis González China (2019)
- Enrique Meza (2019)
- Enrique López Zarza (2019)

## Entrenadores Campeones de Liga
- Enrique Palomini (1945-1946)
- Juan Luque de Serrallonga (1949-1950)

## Entrenadores Campeones de Copa
- Joaquin Urquiaga (1947-1948)
- Carlos Reinoso (2016)

## Palmarés

### Torneos oficiales
| Competición nacional             | Títulos                 | Subcampeonatos             |
| -------------------------------- | ----------------------- | -------------------------- |
| Primera División de México (2)   | 1945-46, 1949-50.       |                            |
| Copa México (2/3)                | 1947-48, Clausura 2016. | 1949-50, 1967-68, 1994-95. |
| Campeón de Campeones (0/3)       |                         | 1945-46, 1947-48, 1949-50. |
| Supercopa de México (0/1)        |                         | 2015-16.                   |
| Liga de Ascenso de México (1/1)  | Invierno 2001.          | Apertura 2010.             |
| Campeón de Ascenso (0/1)         |                         | 2001-02.                   |
| Segunda División de México (0/1) |                         | 1952-53.                   |

## Filiales

### Albinegros de Orizaba
Participa en la Segunda División de México.

### Atlético Veracruz
Es un equipo que participa en la Segunda División de México.

### Patriotas de Córdoba FC
Fue un equipo que participaba en la Segunda División de México.

### Tiburones Rojos de Veracruz Premier
Fue un equipo que participaba en la Segunda División de México.

## Récords
Estos son los récords que se han generado en los años de historia de los Tiburones Rojos de Veracruz.
| Récords |
| --- |
| Más juegos consecutivos sin perder: 18 (1945-1946)                                                                  |
| Más juegos consecutivos sin empatar: 31 (Apertura 2016-Apertura 2017)                                               |
| Más juegos consecutivos sin ganar: 41 (Jornada 8 Apertura 2018 - Jornada 16 Apertura 2019)                          |
| Más triunfos consecutivos: 8 (1945-1946 y Apertura 2004)                                                            |
| Más empates consecutivos: 5 (1990-1991)                                                                             |
| Más derrotas seguidas: 7 (Jornada 11-17 Clausura 2019)                                                              |
| Más juegos consecutivos anotando: 28 (1946-1947)                                                                    |
| Más juegos consecutivos sin anotar: 7 (Clausura 2019)                                                               |
| Más juegos sin recibir un gol: 4 (1967-1968), (Clausura 2015)                                                       |
| Más goles a favor en un juego: 14 (26 de mayo de 1946 vs. Monterrey)                                                |
| Más goles en contra en un juego: 9 (19 de diciembre de 1943 vs. Real Club España y 13 de abril de 2019 vs. Pachuca) |